# Montagny (Loira)
Montagny és un municipi francès situat al departament del Loira i a la regió d'Alvèrnia-Roine-Alps. L'any 2007 tenia 1.093 habitants.

## Demografia

### Població
El 2007 la població de fet de Montagny era de 1.093 persones. Hi havia 408 famílies de les quals 110 eren unipersonals (55 homes vivint sols i 55 dones vivint soles), 110 parelles sense fills, 153 parelles amb fills i 35 famílies monoparentals amb fills.
La població ha evolucionat segons el següent gràfic:
Habitants censats

### Habitatges
El 2007 hi havia 470 habitatges, 411 eren l'habitatge principal de la família, 32 eren segones residències i 27 estaven desocupats. 355 eren cases i 113 eren apartaments. Dels 411 habitatges principals, 287 estaven ocupats pels seus propietaris, 119 estaven llogats i ocupats pels llogaters i 6 estaven cedits a títol gratuït; 2 tenien una cambra, 16 en tenien dues, 65 en tenien tres, 115 en tenien quatre i 215 en tenien cinc o més. 293 habitatges disposaven pel capbaix d'una plaça de pàrquing. A 201 habitatges hi havia un automòbil i a 168 n'hi havia dos o més.

### Piràmide de població
La piràmide de població per edats i sexe el 2009 era:
| Homes | Edats   | Dones |
| ----- | ------- | ----- |
| 0     | 95 o +  | 4     |
| 4     | 90 a 94 | 12    |
| 12    | 85 a 89 | 20    |
| 4     | 80 a 84 | 8     |
| 24    | 75 a 79 | 44    |
| 28    | 70 a 74 | 28    |
| 28    | 65 a 69 | 44    |
| 16    | 60 a 64 | 8     |
| 20    | 55 a 59 | 32    |
| 32    | 50 a 54 | 36    |
| 44    | 45 a 49 | 28    |
| 40    | 40 a 44 | 32    |
| 52    | 35 a 39 | 56    |
| 40    | 30 a 34 | 28    |
| 36    | 25 a 29 | 28    |
| 20    | 20 a 24 | 4     |
| 44    | 15 a 19 | 44    |
| 40    | 10 a 14 | 56    |
| 28    | 5 a 9   | 24    |
| 32    | 0 a 4   | 16    |

## Economia
El 2007 la població en edat de treballar era de 672 persones, 475 eren actives i 197 eren inactives. De les 475 persones actives 440 estaven ocupades (253 homes i 187 dones) i 36 estaven aturades (17 homes i 19 dones). De les 197 persones inactives 72 estaven jubilades, 66 estaven estudiant i 59 estaven classificades com a «altres inactius».

### Ingressos
El 2009 a Montagny hi havia 422 unitats fiscals que integraven 1.070 persones, la mediana anual d'ingressos fiscals per persona era de 16.445 €.

### Activitats econòmiques
Dels 41 establiments que hi havia el 2007, 2 eren d'empreses alimentàries, 4 d'empreses de fabricació d'altres productes industrials, 12 d'empreses de construcció, 8 d'empreses de comerç i reparació d'automòbils, 2 d'empreses de transport, 3 d'empreses d'hostatgeria i restauració, 2 d'empreses financeres, 1 d'una empresa immobiliària, 1 d'una empresa de serveis, 3 d'entitats de l'administració pública i 3 d'empreses classificades com a «altres activitats de serveis».
Dels 15 establiments de servei als particulars que hi havia el 2009, 1 era una oficina de correu, 2 oficines bancàries, 1 taller de reparació d'automòbils i de material agrícola, 3 guixaires pintors, 2 fusteries, 1 lampisteria, 1 electricista, 2 perruqueries i 2 restaurants.
Dels 4 establiments comercials que hi havia el 2009, 2 eren botiges de menys de 120 m², 1 una fleca i 1 una carnisseria.
L'any 2000 a Montagny hi havia 45 explotacions agrícoles que ocupaven un total de 1.537 hectàrees.

## Equipaments sanitaris i escolars
L'únic equipament sanitari que hi havia el 2009 era una farmàcia.
El 2009 hi havia 2 escoles elementals.

## Poblacions més properes
El següent diagrama mostra les poblacions més properes.